# Карликовый геккон Гюнтера
Карликовый геккон Гюнтера (лат. Lygodactylus angularis) — вид гекконов, обитающий на юго-востоке Африки. 

## Внешний вид
Длина вместе с хвостом 80-90 мм, максимально 95 мм, тело и хвост примерно равной длины.
Голова короткая, морда округлённая, глаза большие, с круглыми зрачками. Туловище цилиндрическое.
Окраска верха серовато-коричневая, желтовато-коричневая или оливковая, от ноздрей к глазу проходит тёмная полоса, на хвосте тёмные пятна и полоски. Горло жёлтое. Имеется половой диморфизм: брюхо самцов розового цвета, у самок лимонно-жёлтое.

## Ареал и подвиды
Различают три подвида:
- номинативный Lygodactylus angularis angularis распространён в Малави (типовая местность), на юго-востоке Танзании, в Мозамбике и Замбии.
- Lygodactylus angularis heeneni — в южном Заире и Замбии.
- Lygodactylus angularis grzimek — в Танзании. Описан Банниковым и Даревским в 1969 году.

Единственный экземпляр известен также из Кении.

## Родственные виды
По данным молекулярно-генетических исследований, L. angularis входит в кладу, к которой принадлежат также группы видов «L. picturatus» и «L. fischeri», однако от обеих этих групп достаточно сильно отличается.